# Cantó de Briare
El cantó de Briare és un cantó francès del departament de Loiret, situat al districte de Montargis. Té 14 municipis i el cap és Briare.

## Municipis
- Adon
- Batilly-en-Puisaye
- Bonny-sur-Loire
- Breteau
- Briare
- La Bussière
- Champoulet
- Dammarie-en-Puisaye
- Escrignelles
- Faverelles
- Feins-en-Gâtinais
- Ousson-sur-Loire
- Ouzouer-sur-Trézée
- Thou

## Història
| Data d'elecció                           | Identitat              | Partit                                           | Qualitat |
| ---------------------------------------- | ---------------------- | ------------------------------------------------ | -------- |
| 1945-1949                                | Marcel Gaime           | Unió Republicana i Resistència                   |          |
| 1949-19..                                | M. Raimbault           | RPF                                              |          |
| 19..-19..                                | M. Godard              | Divers droite                                    |          |
| 19..-196.                                | Pierre-Armand Thiébaut | Centrista                                        |          |
| 196.-1967                                | Léon Védrines          | FGDS, després divers droite                      |          |
| 1967-1979                                | M. de Chasseval        | Divers droite, després UDF-PR                    |          |
| 1979-2011                                | Jean Poulain           | PS, després divers gauche, després divers droite |          |
| 2011-                                    | Michel Lechauve        | Divers droite                                    |          |
| les dades anteriors no són pas conegudes |                        |                                                  |          |
|                                          |                        |                                                  |          |

## Demografia
| A partir de 1990: Població sense dobles comptes |